# Lasioglossum loweri
Lasioglossum loweri är en biart som först beskrevs av Cockerell 1905.  Lasioglossum loweri ingår i släktet smalbin, och familjen vägbin. Inga underarter finns listade i Catalogue of Life.

## Bildgalleri

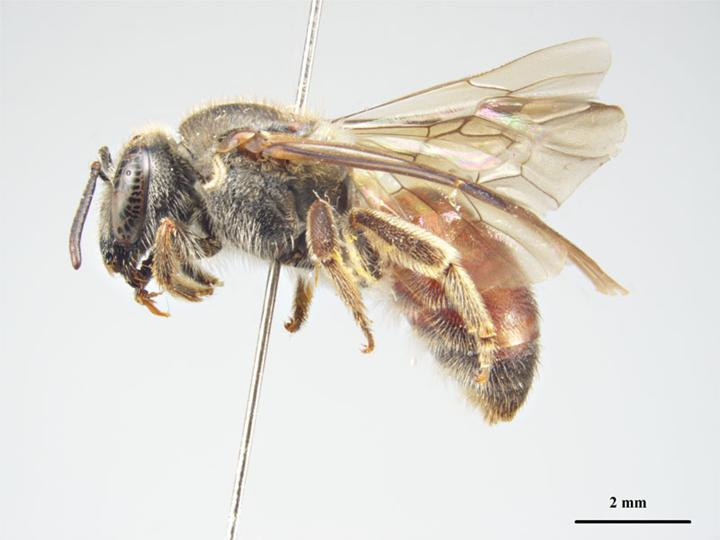
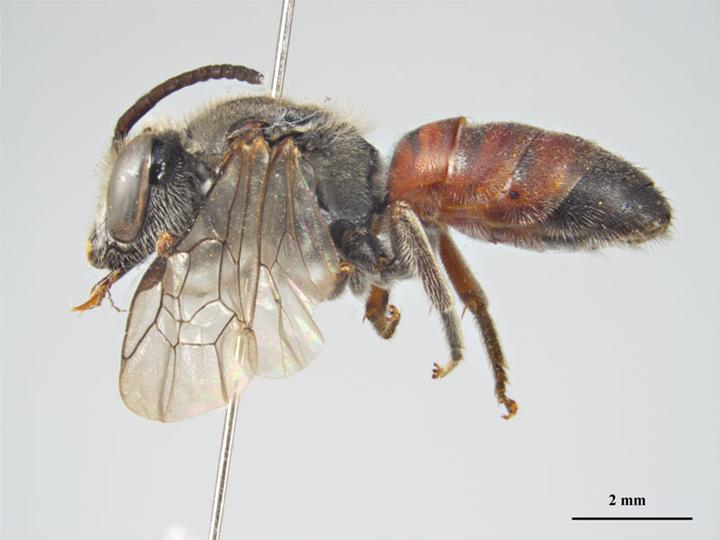